# Rectificadora cilíndrica

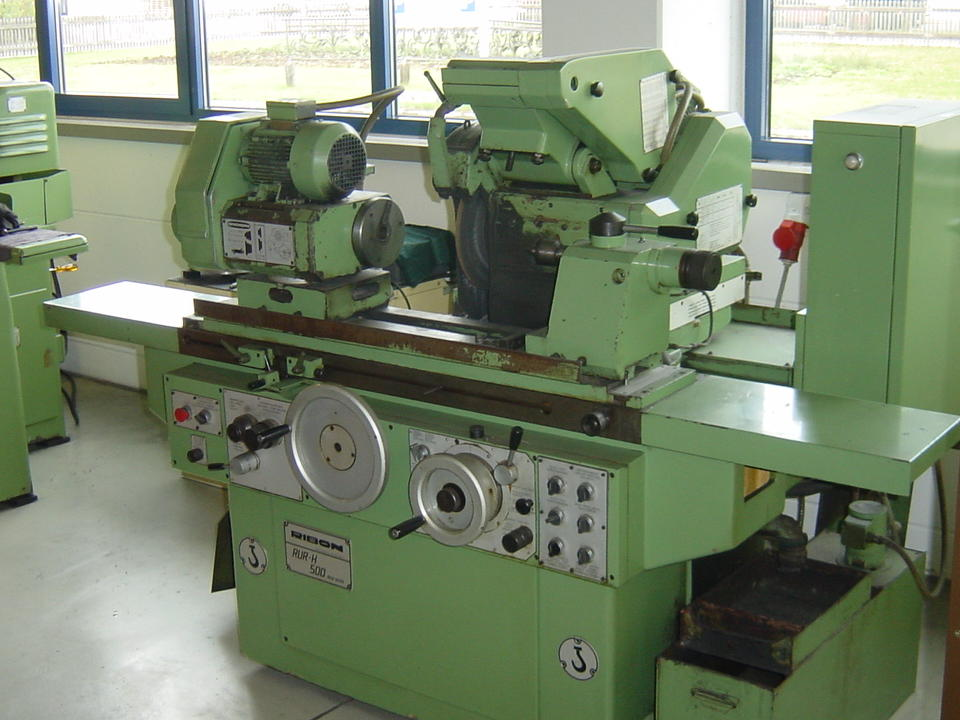
Rectificadora cilíndrica

La rectificadora cilíndrica és una màquina eina que es diferencia per la manera de fer girar la peça.

## Parts de la rectificadora Cilíndrica
En la rectificadora podem distingir:
- la base o bancada, que suporta la taula i corredissa de la roda sobre les guies horitzontals de precisió col·locades en angle recte.
- la taula, que permet un moviment alternatiu sobre les guies de la base i aguanta també el capçal i el contrapunt.
- el capçal que suporta i fa girar la peça. Té motor propi i una àmplia varietat de velocitats.
- el contrapunt que permet acomodar la peça i subjectar-la.
- la corredissa de la roda que es mou sobre les guies horitzontals.

## Operacions de rectificat
El rectificat es realitza mitjançant la perifèria de la roda i podem distingir dos tipus de rectificat:

- Rectificat longitudinal, la peça té un moviment alternatiu mentre la roda avança per produir superfícies cilíndriques més llargues que l'ample de la roda.
- Rectificat en profunditat, la peça gira en una posició fixa i la roda avança de manera que produeix superfícies cilíndriques de longitud igual o inferior a l'ample de la roda. És una operació ràpida i pot produir formes cilíndriques més complexes que l'anterior operació.

Cal considerar que en el rectificat en profunditat la longitud de la peça es troba limitada. 

## Tipus
Entre els diferents tipus de rectificadora es poden considerar les següents 5 màquines rectificadores com a membres de la família de rectificadores cilíndriques.
- Rectificadores amb corredissa angular que permeten l'avanç de la roda sobre guies col·locades a 60⁰ de la direcció d'avanç de la taula.
- Rectificadores de rodes múltiples que permeten operacions simultànies de rectificat en profunditat amb diferent diàmetres.
- Rectificadores de rodets que permeten rectificar els rodets emprats en la fabricació de fulles d'alumini o acer i es diferencien de les rectificadores cilíndriques convencionals per la seva capacitat dimensional superior a la convencional així com la capacitat de suportar peces pesades.
- Rectificadores de lleves que permeten controlar automàticament el cicle d'avanç de la roda i coordinar mitjançant una lleva patró el gir de la peça per a produir les formes de lleva desitjades.
- Rectificadores de rosques que permeten el rectificat coordinat amb l'avanç longitudinal de la peça amb rotació d'un cargol conductor per aconseguir la forma de rosca desitjada.